# Ferrihollandite
La ferrihollandite (simbolo IMA: Fhol) è un minerale del supergruppo dell'hollandite e del gruppo della coronadite appartenente alla famiglia minerale degli "ossidi e idrossidi" con composizione chimica Ba(Mn4+6Fe3+2)O16.

## Etimologia e storia
La ferrihollandite è l'analogo del ferro dell'hollandite, da qui il suo nome, che gli è stato dato nel 2012.
Il minerale è stato scoperto nella miniera di "Kajlidongri", nel distretto di Jhabua nel Madhya Pradesh (India), che è la sua località tipo.

## Classificazione
La nona edizione della sistematica dei minerali di Strunz, aggiornata dall'Associazione Mineralogica Internazionale (IMA) fino al 2009, non elenca il minerale perché esso è stato presentato all'IMA e approvato nel 2012.
L'edizione successiva, proseguita dal database "mindat.org" e chiamata Classificazione Strunz-mindat elenca la ferrihollandite nella classe degli "ossidi (idrossidi, V[5,6] vanadati, arseniti, antimoniti, bismutiti, solfiti, seleniti, telluriti, iodati)" e nella sottoclasse dei minerali con rapporto "metallo:ossigeno = 1:2 e simili"; questa è ulteriormente suddivisa in base alla dimensione dei cationi coinvolti e alla struttura del minerale, in modo che la ferrihollandite possa essere trovata nella sezione "con cationi di grande dimensione (± cationi di media dimensione); strutture a tubo" dove forma il sistema nº 4.DK.
Nella Sistematica dei lapis (Lapis-Systematik) di Stefan Weiß, aggiornata fino al 2018, la ferrihollandite è elencata nella famiglia degli "ossidi" e nella sottofamiglia degli "ossidi con rapporto metallo:ossigeno = 1:2 (MO2 e composti correlati)"; qui forma il gruppo del criptomelano con il numero di sistema IV/D.08 insieme a manjiroite, criptomelano, stronziomelano, priderite, henrymeyerite, ankangite, redledgeite, hollandite, coronadite e cesàrolite.

## Chimica
Le analisi al microscopio elettronico rivelano che nella ferrihollandite sono presenti i seguenti composti in percentuale di peso: 3,06% di biossido di titanio (TiO2), 58,83% di diossido di manganese (MnO2), 8,64% di triossido di dimanganese (Mn2O3), 9,76% di ossido ferrico (Fe2O3), 0,79% di ossido di alluminio (Al2O3), 0,03% di ossido di zinco (ZnO), 14,63% di ossido di bario (BaO), 0,09% di ossido di sodio (Na2O), 0,05% di ossido di potassio (K2O) e 2,77% di ossido di stronzio (SrO).
La sua formula empirica, basata su 16 atomi di ossigeno e 8 cationi per unità di formula è:
{\displaystyle {\ce {(Ba_{0,793}Sr_{0,222}Na_{0,024}K_{0,009})_{\Sigma =1,048}(Mn^{4+}_{5,624}Ti_{0,318}Fe^{3+}_{1,016}Mn^{3+}_{0,910}Al_{0,129}Zn_{0,003})_{\Sigma =8,000}O_{16}}}}

## Abito cristallino
La ferrihollandite cristallizza nel sistema monoclino nel gruppo spaziale P2/n con i parametri reticolari a = 10,0001(7) Å, b = 5,7465(4) Å, c = 9,8076(8) Å e β = 90,713(2), oltre a una unità di formula per cella unitaria.

## Origine e giacitura
La ferrihollandite è un minerale piuttosto raro ed è stata rinvenuta in poche località; oltre alla sua località tipo, la miniera di "Kajlidongri", nel distretto di Jhabua in India, il minerale è stato trovato a Pruines (in Occitania, Francia); a Vagli Sotto (in Toscana, Italia); nel Krasnoščëkovskij rajon (in Russia); a Jokkmokk (Svezia).

## Forma in cui si presenta in natura
La ferrihollandite forma cristalli a forma di prismi sottili (simili alla tormalina) solitamente striati lungo [010], probabilmente come conseguenza della geminazione su {101} o {101}, a causa della simmetria pseudo-tetragonale, cristalli colonnari fino a 1 mm di dimensione, oppure aggregati prevalentemente radianti e/o a grappolo. Il colore del minerale va dal grigio-nero al nero, mentre il colore del suo striscio sulla mattonella di prova è nero.